# 出町柳駅
出町柳駅（でまちやなぎえき）は、京都府京都市左京区にある、京阪電気鉄道・叡山電鉄の駅。駅番号は京阪電気鉄道がKH42、叡山電鉄がE01。

## 概要
「出町柳」で鴨川左岸（東側）の当駅周辺の地名として定着しているが、本来は鴨川右岸（西側、上京区側）の河原町今出川付近一帯を指す俗称出町と、鴨川左岸（東側、左京区側）の当駅周辺の字である柳（叡山電鉄側の現所在地が「左京区田中上柳町」、京阪電鉄側の現所在地が「左京区田中下柳町」にある。）の二つの地名を合わせて駅名としている。

### 利用可能な鉄道路線
いずれの路線についても始終着駅である。
京阪電気鉄道
- 鴨東線（駅番号：KH42） 三条・枚方市・京橋・淀屋橋・中之島線方面

叡山電鉄
- 叡山本線（駅番号：E01） 宝ケ池・八瀬比叡山口・鞍馬方面

## 歴史
叡山電鉄の駅開業時点から1976年3月31日までは、京都市電今出川線の加茂大橋電停が駅前の今出川通に存在し、接続路線となっていた。今出川線が廃止されてから京阪鴨東線開業までの13年あまりの間は、他の鉄道と接続しない孤立したターミナルだった。

### 年表
- 1925年（大正14年）9月27日：京都電燈が経営する叡山電鉄平坦線の駅として出町柳駅開業[4]。
- 1934年（昭和9年）9月21日：室戸台風が来襲、駅名「出町柳」の語源になった柳の巨木が倒れ、復旧工事により撤去される[5]。
- 1935年（昭和10年）6月29日：鴨川水害で駅が浸水、翌30日午前10時より運行再開[6]。
- 1942年（昭和17年）3月2日：京都電燈が鉄道事業を京福電気鉄道に譲渡。京福電気鉄道叡山本線の駅となる[4]。
- 1986年（昭和61年）4月1日：京福電気鉄道が叡山電鉄に鉄道事業を譲渡。叡山電鉄の駅となる[4]。
- 1989年（平成元年）10月5日：京阪電気鉄道鴨東線開業により、同線の出町柳駅開業。
- 1990年（平成2年）4月1日：「駐輪センター」営業開始[7]
- 1993年（平成5年）6月24日：「京阪出町柳ビル」竣工、ビル内に叡山電鉄本社が入る[8]（2014年まで）。
- 2006年（平成18年）
  - 3月24日：京阪駅構内リニューアル[9]。
  - 3月29日：京阪駅構内に「けいはんインフォステーション」を設置[9]。
- 2007年（平成19年）7月9日：京阪駅に自動定期券発行機の導入により定期券うりばを廃止[10]。
- 2010年（平成22年）3月23日：叡山電鉄駅のコンコースを改装する。
- 2012年（平成24年）12月28日：京阪駅ホーム階段口に防火防炎シャッターを設置[11]。
- 2013年（平成25年）12月26日：京阪駅の視覚障害者用誘導鈴を音声案内に更新[12]。
- 2014年（平成26年）
  - 4月10日：有料駐輪場「エコステーション21出町柳まちかど」が使用を開始[13]。
  - 6月26日：京阪駅ホームに異常通報装置設置使用開始[13]。
- 2015年（平成27年）1月9日 - 同月23日：京阪駅、ホーム階－コンコース間のエレベーター更新工事で使用停止[14]。
- 2016年（平成28年）3月19日：京阪線、ダイヤ改正で日中時間帯に中之島駅 - 当駅間で運転されていた普通電車が枚方市駅折り返しに短縮され、この時間帯は当駅には準急・特急のみ来るようになった。
- 2017年（平成29年）
  - 3月24日：叡山電鉄の駅構内トイレのリニューアル工事完成、使用開始。
  - 3月25日：京阪の駅構内トイレのリニューアル工事完成、使用開始[15]。
  - 7月3日：京阪の駅構内定期券売り場、営業開始[16]。
  - 12月22日：京阪の駅構内に外貨自動両替機を設置[17]。
- 2018年（平成30年）5月14日 -（7月末の予定）：京阪駅の叡山乗り換え口－コンコース間のエスカレーター更新工事で順番に使用停止[18]。
- 2021年（令和3年）4月1日：京阪駅の今出川口が閉鎖。

## 駅構造
駅舎は1993年（平成5年）6月24日に竣工した「京阪出町柳ビル」で、かつては叡山電鉄本社もこのビル内に置かれていた（2014年に現在地の修学院駅前へ移転）。地上にある叡山電鉄の駅と、地下にある京阪電気鉄道へのメイン出入口が一体となった構造である。
駅施設としては、地上1階に叡山電鉄のホームおよび駅施設・京阪の入口・バスターミナル、地下1階に京阪のコンコース、地下2階に京阪のホームがある。

### 京阪電気鉄道
島式ホーム1面2線を有する地下駅。ホームは10両分の長さがあるが、大阪寄りの約2両分は使用されておらず、線路との間を壁で塞ぎ、今出川口への通路とした。そのため、今出川口からホームまでの動線距離が長かったが、2021年4月1日現在(京阪電鉄公式ホームページ出町柳駅構内図を参照)今出川口は閉鎖されている。
改札口は現在使用されている北側の「叡電口」と、現在閉鎖されている「今出川口」の間は鴨川へ排水する雨水用下水道幹線が今出川通の下を通っているため、叡電口側と今出川口側は改札外のコンコースで繋がっておらず、双方の改札口間はホームまたは地上を経由して行き来することになっていた。
叡電口は叡電駅舎内とその周辺および今出川通北側につながっている。叡電駅舎内からコンコース階に下りた地点と改札口は少し離れており、下り下段のエスカレーターはロングエスカレーターと称され、下りた先の部分がそのままムービングウォークとなって、改札口近くまでつながっている。
今出川口は今出川通南側の出入口につながっている。今出川通を経由する西行きのバス停に近いが、早朝と深夜は閉鎖する。なお、毎年8月16日夜は駅近辺を主体に開催される大文字五山送り火観客に対応するため、利用時間を延長することがある。
今出川通と川端通の交差点四隅の4か所の出入口のうち南側の2か所は今出川口、北側2か所は叡電口の改札コンコースに繋がっている。
道路からほぼ平面の叡山電鉄駅舎内から叡電口コンコースへの通路と、叡電口コンコースからホームへはエレベーターが設置されており車椅子等での移動が可能である。
当駅は始発駅であることから、以前は独自の発車メロディが流れており、特急・K特急の場合は『牛若丸』のアレンジ曲であった。2007年6月17日からは向谷実作曲による発車メロディが導入された。K特急の発車時は『出町柳から』が使用されていたが、2008年10月のダイヤ改正でK特急の設定が廃止されたため、同時に使用終了となった。しかし、2009年12月の臨時快速特急（中之島行）運転時に使用された。2016年3月19日のダイヤ改正では、京橋 - 七条間ノンストップの列車（快速特急）が再び設定され、『出町柳から』のメロディも復活したが、2017年8月5日に向谷実作曲の快速特急用メロディが導入され、再び使用終了となった。
京都における終端駅であることから、列車で「京都出町柳駅」と行き先案内することがあった。2003年秋のダイヤ改正以降は使われなくなったが、電光掲示板およびLED式の行先表示機を搭載した車両ついては、2017年7月より大阪府内の駅で「京都 出町柳」と表示されるようになった。
駅ホームのカラーリングは黄緑である。

#### のりば
| 番線 | 路線              | 行先                 |
| ---- | ----------------- | -------------------- |
| 1・2 | ■鴨東線・京阪本線 | 淀屋橋・中之島線方面 |

付記事項
- 両ホームとも8両編成の停車が可能。当駅の大阪寄りに引き上げ線が1線ある。

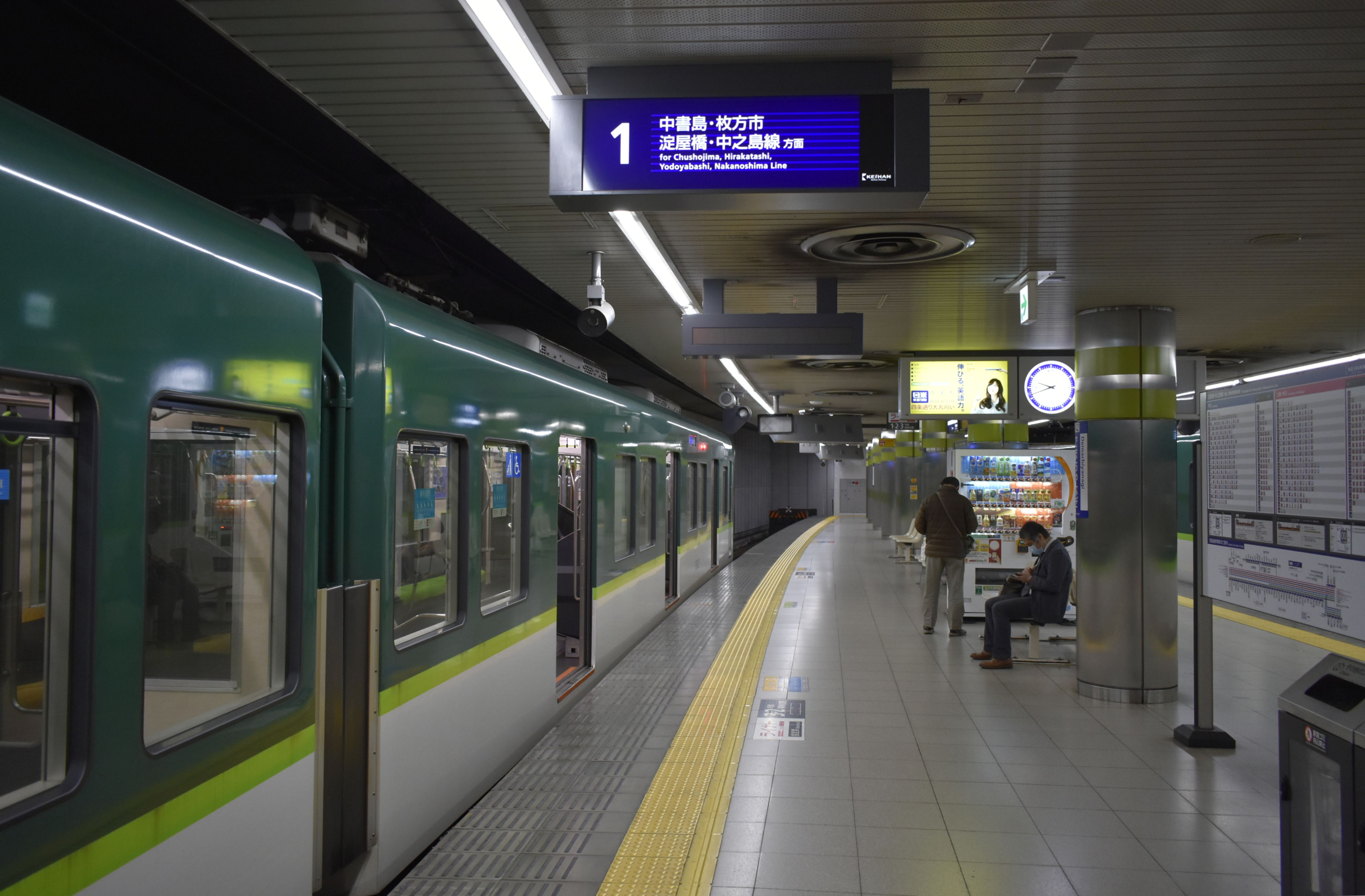
京阪出町柳駅ホーム（2020年11月）
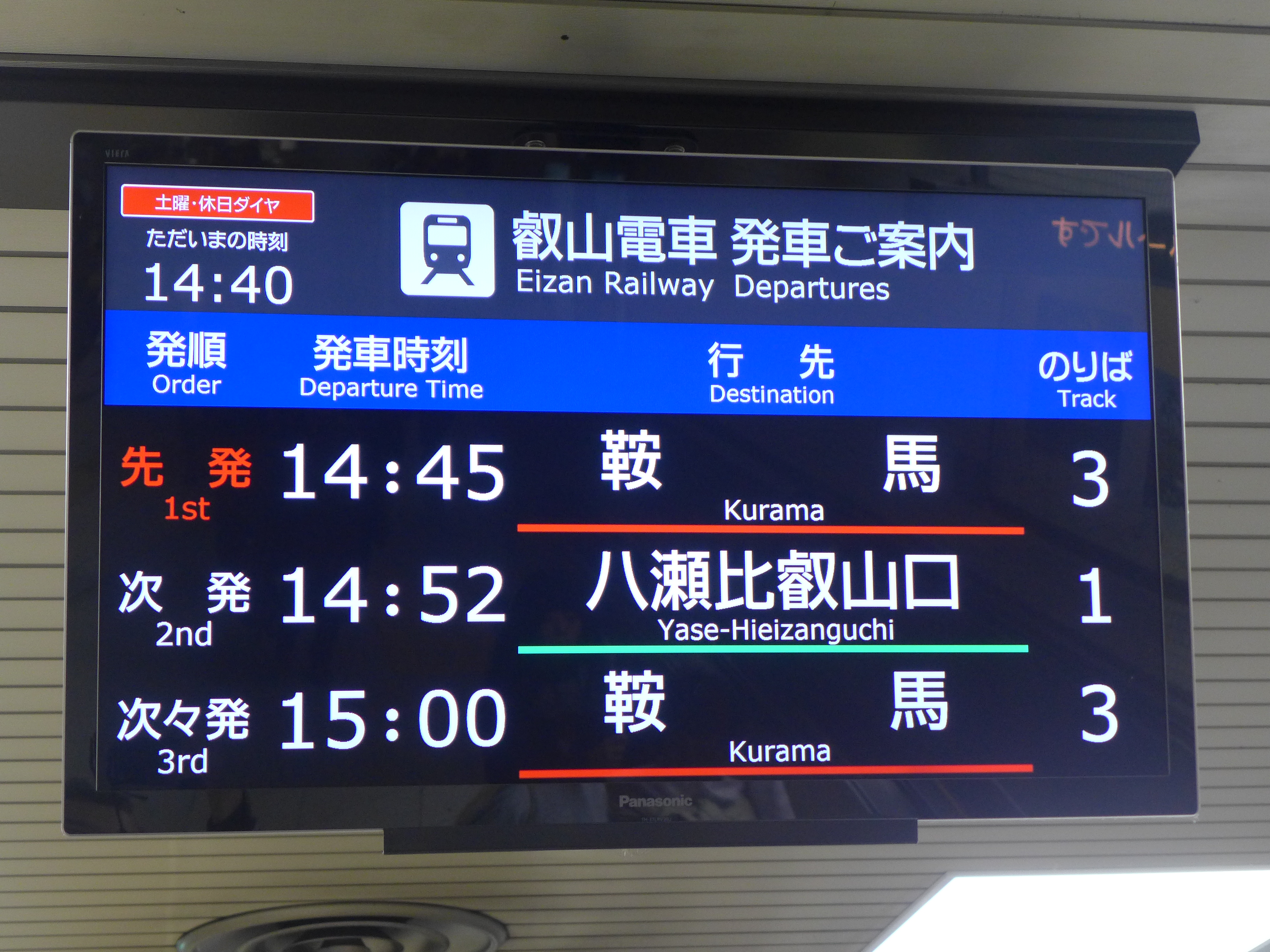
叡山口改札外にある叡山電鉄の発車時刻案内LCD（2015年12月）
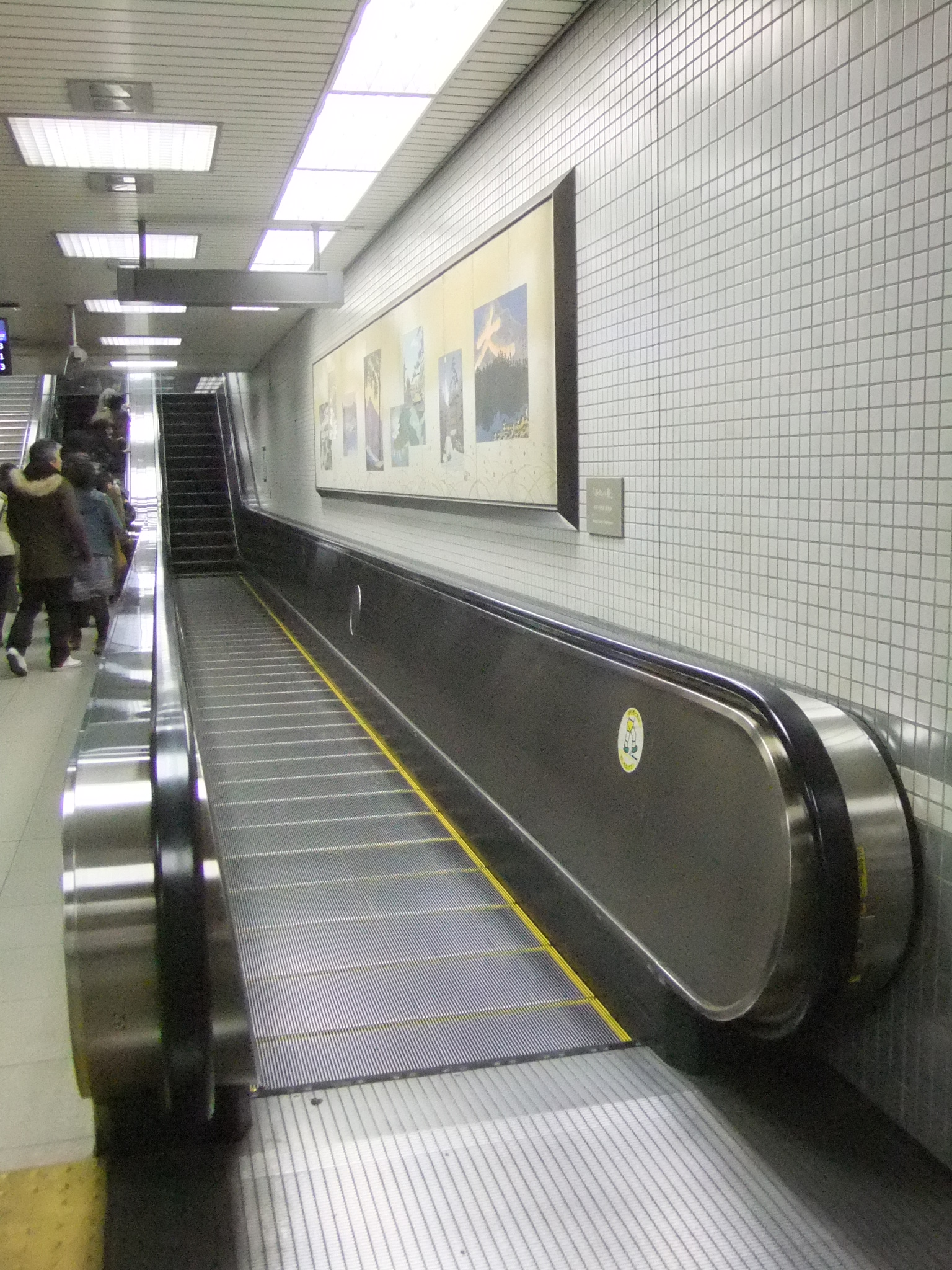
途中から動く歩道となるロングエスカレーター（2013年1月）

#### 配線図
| ← 三条                                                                                           | 京阪電気鉄道 出町柳駅 構内配線略図 |  |
| 凡例 出典:以下を参考に作成 * 川島令三、『全国鉄道事情大研究 - 京都・滋賀篇』、91p、 草思社、1992 |                                    |  |

#### 快速特急・特急・通勤快急・快速急行の乗車扱い
開業から2017年2月24日までの間、快速特急・特急・通勤快急・快速急行のうち、転換クロスシート装備列車（8000系・新3000系）は当駅到着時に少し手前の停車位置に止まり、乗客を全部降ろしてからいったんドアを閉め、転換クロスシートの向きを変え、車内整理を行ってから少し前進して本来の乗車位置でドアを開けて乗客扱いをおこなっていた（ただし、回送列車の折返しを除く）。これは乗車と降車のドア扱いを分離する目的があるほか、車内に乗客がいる状態で転換クロスシートの自動転換作業を行うと危険であるという理由もあった（早朝及び夜間時、人身事故などによる遅延時には行わない）。2013年まで存在したテレビカー設置車両（8000系および初代3000系の5号車）のみ、テレビの設置方向にあわせるため進行方向に対して後ろ向きに転換を行っていた。
座席転換作業の必要がないロングシートの6000系・7200系・9000系などを使用する列車であっても、乗降客分離のための停車位置変更は必ず行われていた。ただし8000系を使用する当駅行き特急が到着後、大阪方面行き急行として折り返す場合は、この扱いはなされなかった。
2017年2月25日のダイヤ改正日から淀屋橋・出町柳駅における車内整理のための列車移動が廃止され、直接乗車位置まで列車が来て停車し、車内整理（車内清掃、座席転換等）後にそのまま乗車が可能な形に変更された（朝晩の時間帯は車内整理は行わない）。
2020年5月23日以降、当駅での特急列車の車内整理は、終日において行われていない（淀屋橋駅では継続）。

#### モニュメント
京阪鴨東線の開通を記念して駅構内に元大谷大学教授下村良之介作の「月明を翔く」・徳力富作「洛北八景」・京都市立芸術大学教授福島敬恭作の「ダンシングブルー」が設置されている。

#### その他
列車運行管理システム
- ADEC（自律分散式運行管理システム）の19駅有る各信号取り扱い駅の一つで駅制御装置が配置され信号機やポイントの制御から駅の案内放送や行き先表示まで自動化されている[25]。

災害対策
- 防災管理盤により駅設備はモニターリングされ、万が一の火災発生時には防火防煙シャッターの制御・排煙機の運転、避難路確保の為の自動改札機の開放、火災発生表示機の点灯・運転指令所への通報が自動またはワンスイッチでおこなえる。また地下駅の構内でも警察無線や消防無線が使えるように無線通信補助設備や防災電話などが完備されている[26]。

設備の更新
- 1989年の鴨東線開通から25年以上たち老朽化した設備の更新が開始され、2015年（平成27年）1月9日～同月23日にかけてホーム階－地下コンコース間のエレベーター更新。蛍光灯のLED照明への更新、2017年に叡電口のトイレのリニューアル、同年5月23日同年7月中旬までかけて構内エスカレーター２基が更新される[15]。

### 叡山電鉄
櫛型ホーム4面3線を有する地上駅である。改札は1か所で、駅員配置駅となっており、叡山電鉄で唯一の自動改札機も設置されている。駅舎（京阪出町柳ビル）2階部分にはTSUTAYA出町柳駅店があったが2019年12月20日に閉店。以前は叡山電鉄に一括賃貸されていたため叡山電鉄本社がフランチャイズ営業を行っていたようで、その際は、店名が「叡電出町柳店」であった。その後、跡地に「京都精華大学サテライトスペースDemachi」が2021年2月に開設される予定。
1階には京都バスターミナルに面した側にはロッテリアがあり、以前は、構内1番線ホーム側からも利用することが可能な構造となっていた。2009年12月末には、駅改装工事によって、駅ホームと改札外の間の壁がガラス張りとなり、改札外からも列車を見ることができるようになった。
京阪の駅の出入口はメインのものが叡電の改札前にあり上下エスカレータが備わっているほか、エレベーターは南西側の角近くにある。駅前の道路から構内はごくゆるいスロープになっていて、その先ホームまでは平面で、車椅子等での移動は容易である。
もともとの駅舎は仏堂形式の歴史ある建築物である。京阪鴨東線開業時に建設された新駅舎に隠されて表からは見えなくなったが、ホーム側の先からは旧駅舎を見ることができる。
1番線ホームは1両のみ、2・3番線ホームは2両編成の停車が可能である。かつては1番線も2両分の長さがあったが、八瀬比叡山口行がほとんど1両での運転になったため、1両分が埋められて通路となっている。また、1番線乗車ホームはその先にも延びており、トイレへの通路となっている。なお、ホーム上屋は完全に整備されておらず、2両編成の場合は2両目が上屋からはみ出る。

#### のりば
| 番線               | 路線               | 行先               | ホーム   |
| ------------------ | ------------------ | ------------------ | -------- |
| 1                  | ■叡山本線          | 八瀬比叡山口方面   | （単式） |
| 1・2番線降車ホーム | 1・2番線降車ホーム | 1・2番線降車ホーム | （島式） |
| 2・3               | ■鞍馬線直通        | 貴船口・鞍馬方面   | （島式） |
| 3番線降車ホーム    | 3番線降車ホーム    | 3番線降車ホーム    | （単式） |

付記事項
- 鞍馬の火祭開催時は、鉄道の輸送力や鞍馬集落への収容に限りがあるため入場制限が行われる。そのため、発生する行列は、京阪側の地下階段のあたりにまで長く伸びる。
- 当駅は叡山本線単独駅だが、3番線には鞍馬線のラインカラーの駅名標がある。
- 1番線（1両）と3番線（2両編成）に夜間滞泊がある。

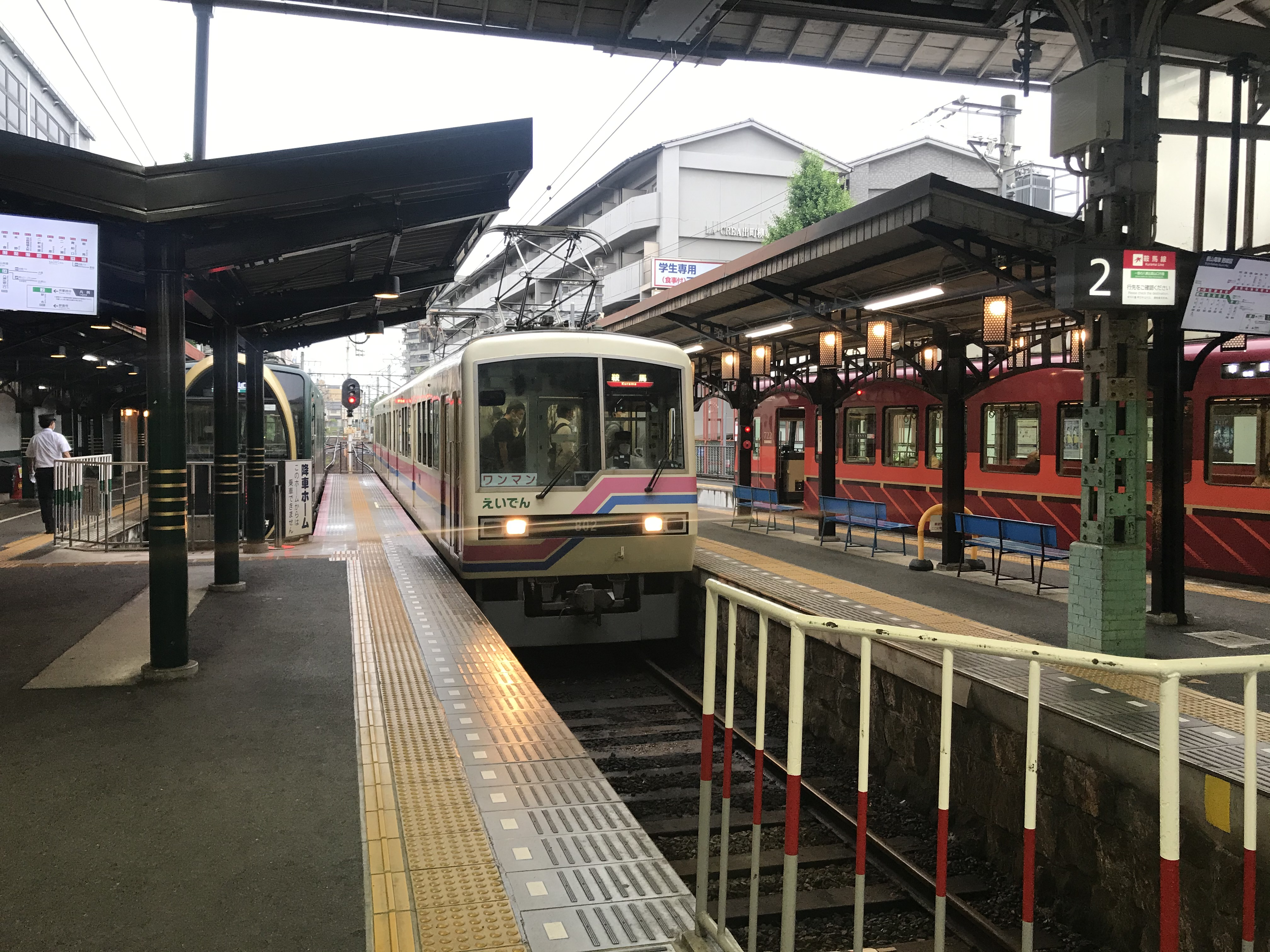
叡山電鉄出町柳駅ホーム（2020年6月）
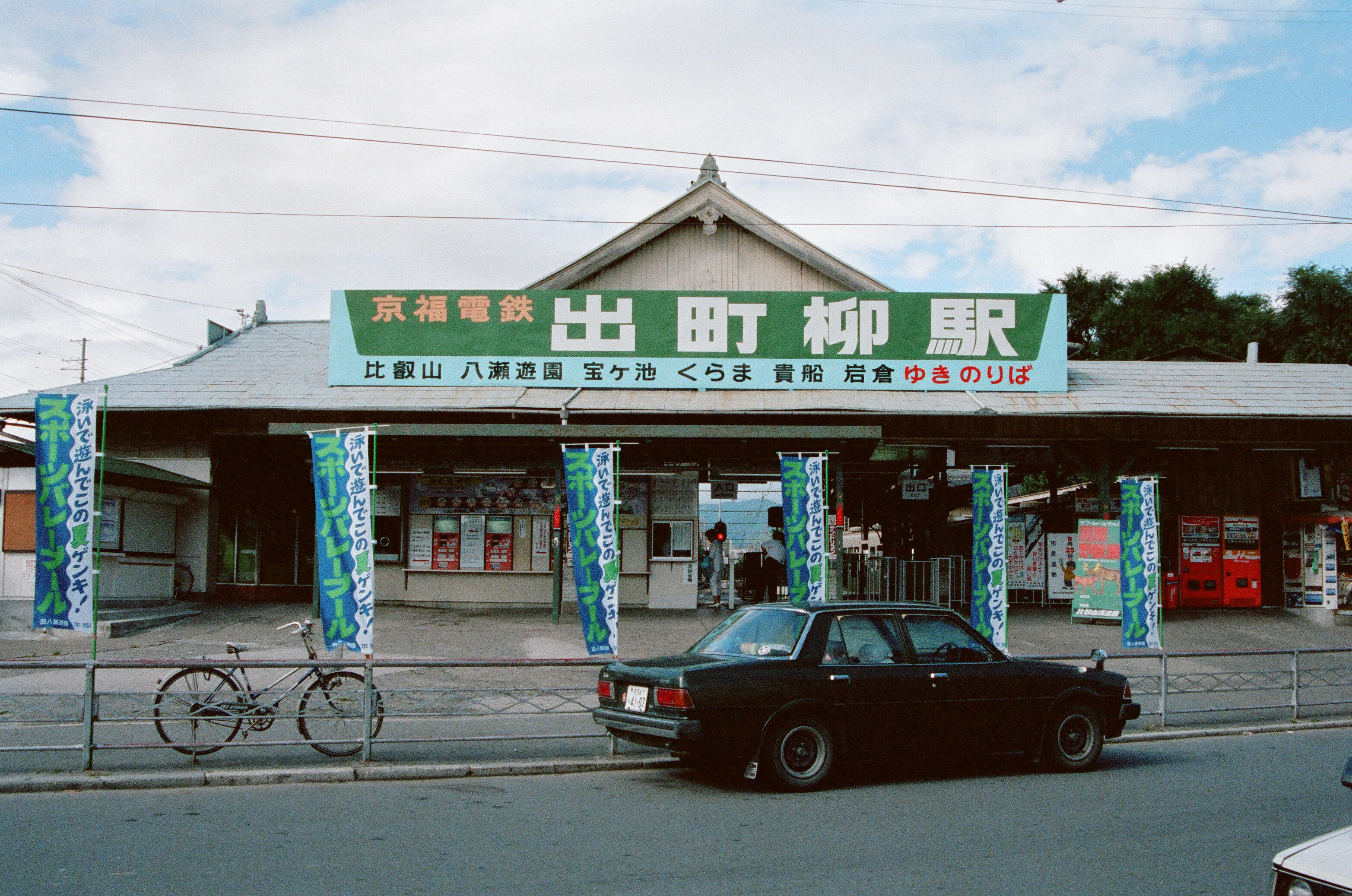
旧叡山線駅舎（1985年。当時は京福電気鉄道の駅）
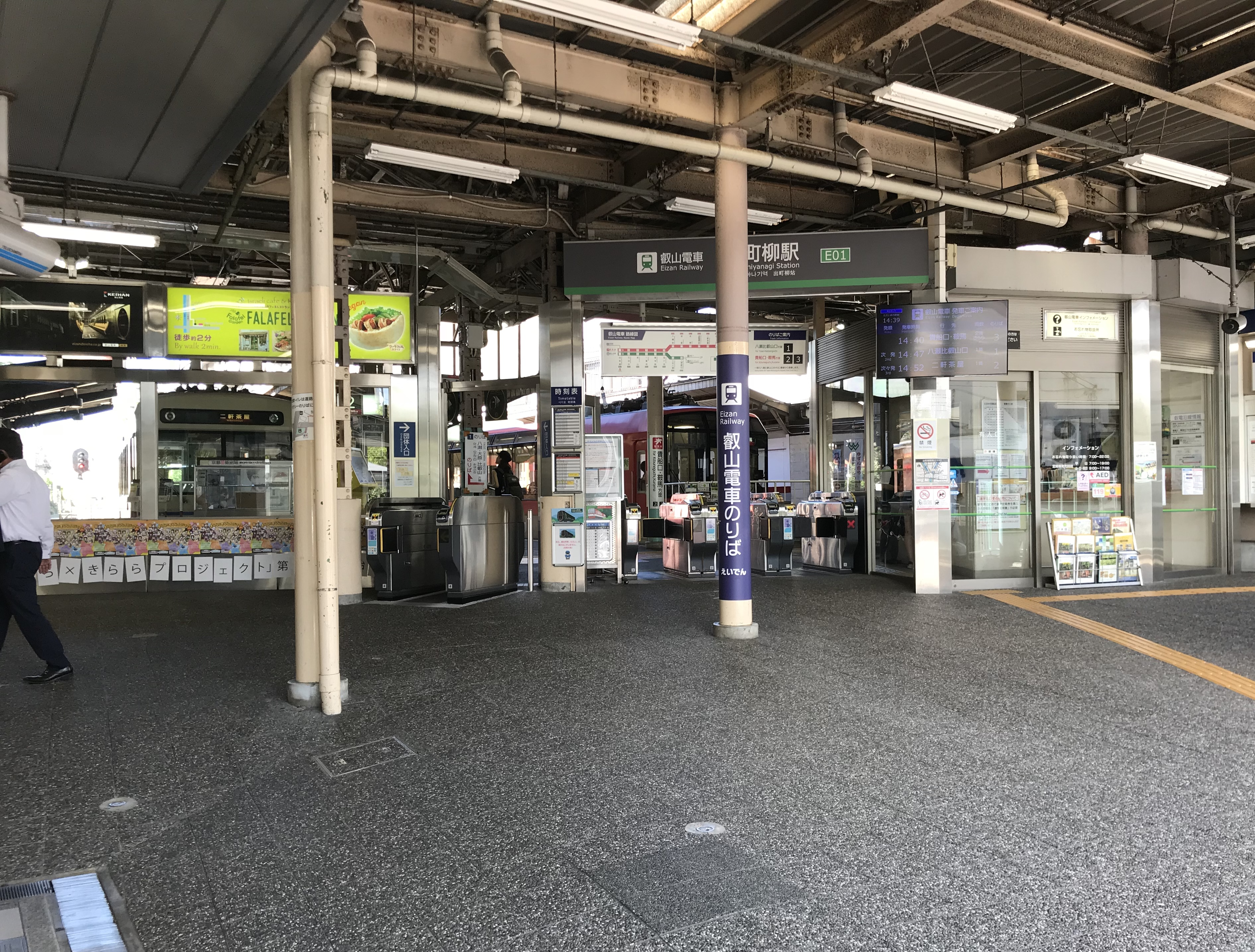
改札口（2018年7月）
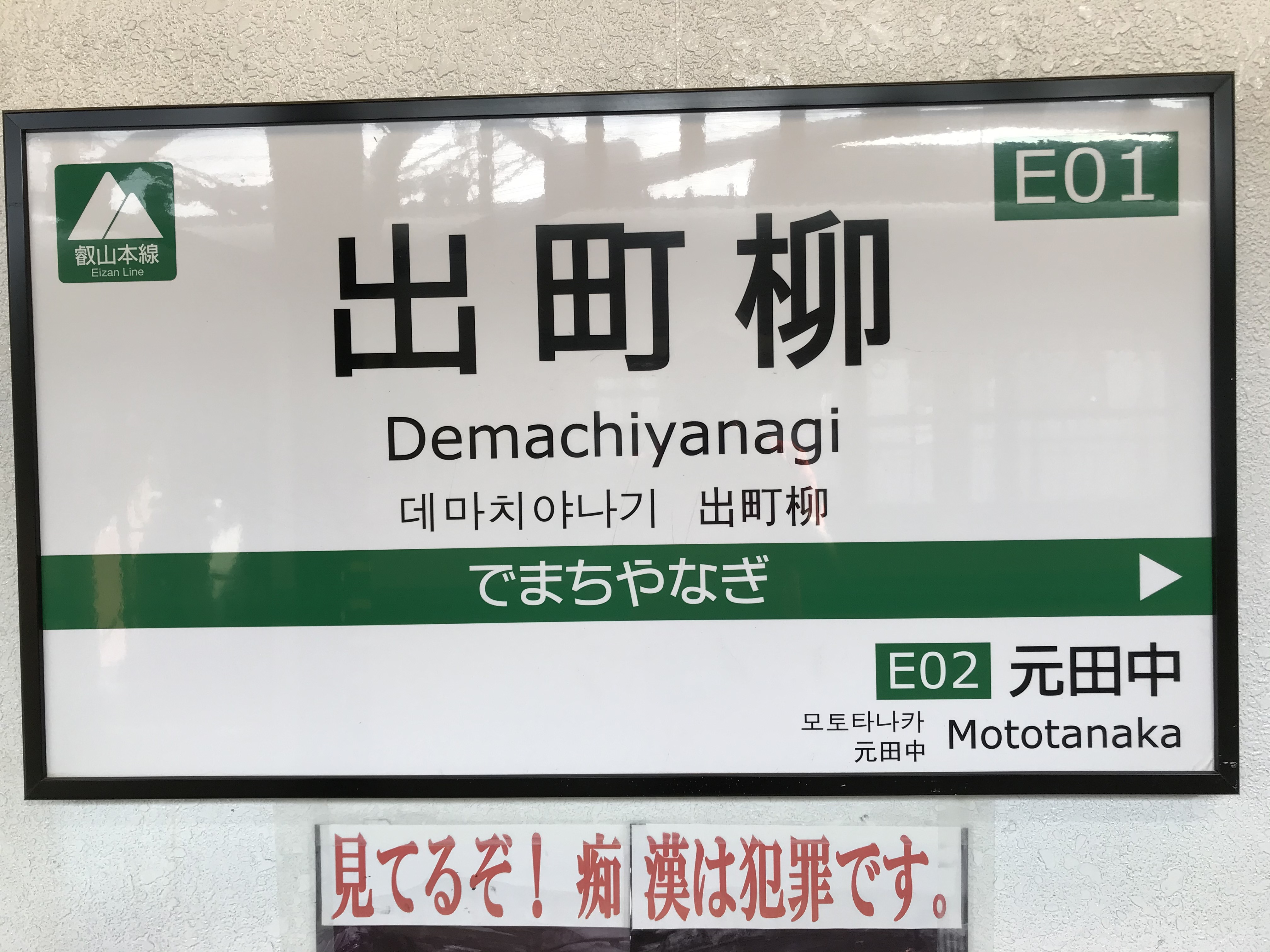
1番線の駅名標（叡山本線のラインカラー、緑を用いたもの）
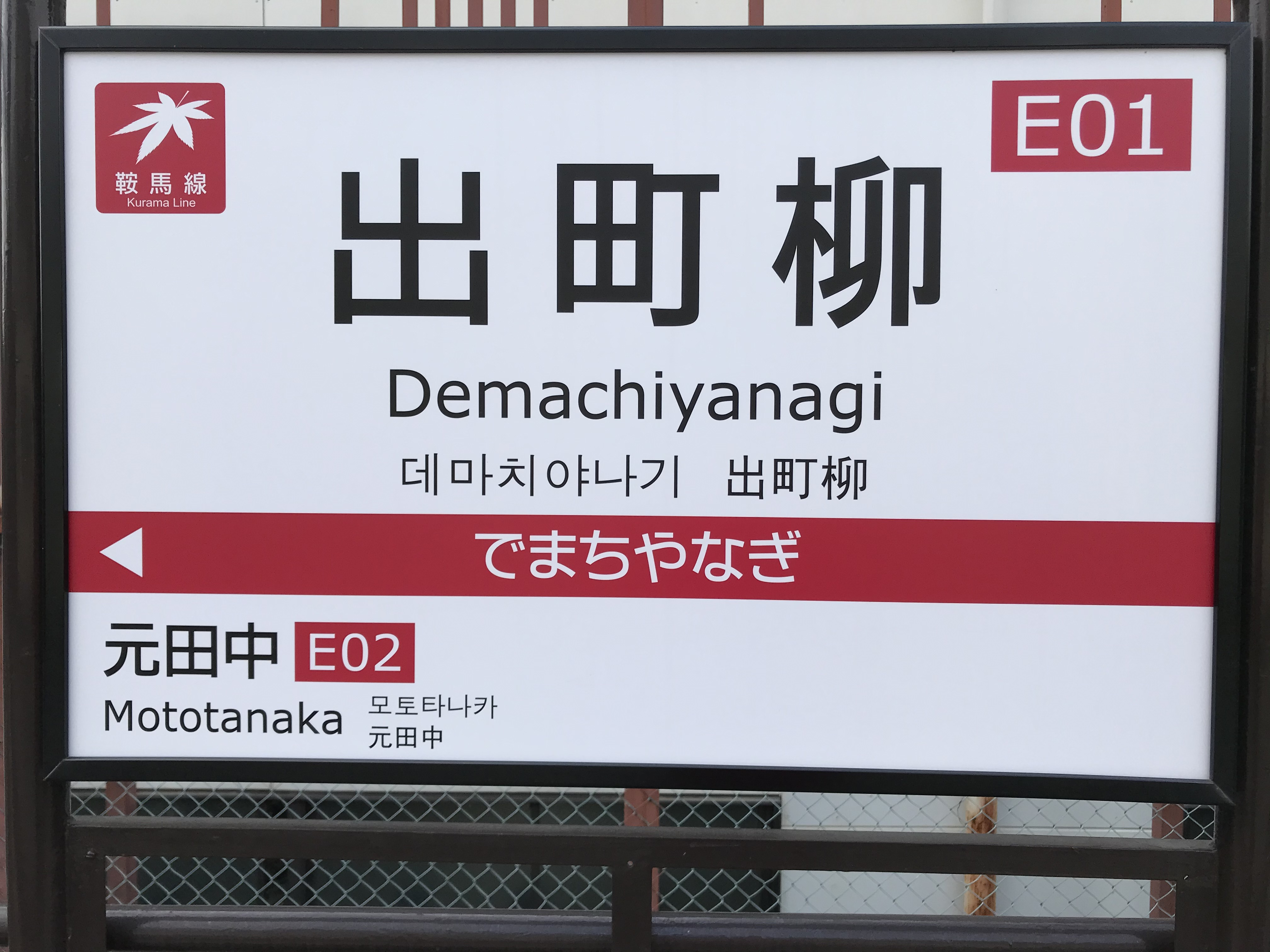
3番線の駅名標（叡山本線の駅で鞍馬線のラインカラー（赤）の駅名標があるのは当駅のみ）

#### 配線図
| | 叡山電鉄 出町柳駅 構内配線略図 | → 元田中 |
| 凡例 出典:以下を参考に作成 * 川島令三、『全国鉄道事情大研究 - 京都・滋賀篇』、119p、 草思社、1992 * 叡山電車 公式ホームページ - 各駅情報 出町柳駅 白線のクロスハッチは降車用プラットホーム |                                |          |

## 利用状況
- 京阪電気鉄道 - 2009年11月10日の乗降人員は34,545人である[31]。

近年の1日あたり利用客数の推移は下記の通り。
| 年度   | 叡山電鉄 | 叡山電鉄 | 京阪電気鉄道 | 京阪電気鉄道 |
| 年度   | 乗降人員 | 乗車人員 | 乗降人員     | 乗車人員     |
| ------ | -------- | -------- | ------------ | ------------ |
| 2007年 | 13,422   | 9,008    | 39,595       | 18,585       |
| 2008年 | 13,781   | 9,359    | 39,342       | 19,559       |
| 2009年 | 13,416   | 9,121    | 39,833       | 19,822       |
| 2010年 | 13,742   | 9,375    | 39,474       | 19,721       |
| 2011年 | 13,967   | 7,074    | 39,186       | 19,281       |
| 2012年 | 14,128   | 7,225    | 39,461       | 19,784       |
| 2013年 | 14,162   | 7,304    | 41,545       | 21,375       |
| 2014年 | 14,384   | 7,249    | 42,934       | 22,164       |
| 2015年 | 15,074   | 7,642    | 45,314       | 22,869       |
| 2016年 | 15,973   | 8,060    | 36,478       | 18,268       |
| 2017年 | 16,685   | 8,414    | 38,647       | 19,373       |
| 2018年 | 16,912   | 8,537    | 37,534       | 18,767       |
| 2019年 | 16,934   | 8,536    | 39,096       | 19,473       |
| 2020年 | 9,912    | 5,030    | 22,038       | 10,945       |
| 2021年 | 11,794   | 5,945    | 25,068       | 12,592       |
| 2022年 | 14,140   | 7,074    | 30,923       | 15,452       |
| 2023年 | 15,156   | 7,566    | 32,634       | 16,295       |

## 駅周辺

### 高野川 - 鴨川より東側
地上駅舎前から百万遍に通じる道や今出川通沿いに多少の商店や小規模事業所がある他は住宅地である。
- 下鴨警察署
- 京都少年鑑別所
- 京都田中郵便局
- 京都大学（吉田キャンパス）
- 京都情報大学院大学
- 京都精華学園中学校・高等学校
- 京都コンピュータ学院鴨川校
- アンスティチュ・フランセ関西 (旧 関西日仏学館)[34]
- 百万遍知恩寺
- 吉田神社
- 柳月堂 - 名曲喫茶店とベーカリーショップ
- 阿闍梨餅本舗満月本店 - 阿闍梨餅を製造・販売する和菓子店

### 高野川 - 鴨川より西側
地上駅舎前から西に向かうと高野川にかかる河合橋と賀茂川にかかる出町橋を渡る。橋の上からはすぐ南側に高野川と賀茂川の合流点を見ることができる（合流後は「鴨川」）。北側の川に挟まれた一帯（下鴨）は下鴨神社などがある昔からの住宅街である。
- 京都家庭裁判所
- 賀茂御祖神社（下鴨神社）
  - 糺の森
- 鴨川デルタ
- 在日本大韓民国民団京都府地方本部[35]

橋を2本渡った先、賀茂川 - 河原町通はかつて京都電気鉄道（のち京都市電）出町線の終点があった所（青竜町）で、「種屋」「苗屋」と呼ばれる、農耕・園芸用品を扱う商店が広い道路の両側に並んでいたが、2000年代に入ってからは閉店している所が多い。かつては道路は一部が駐車場となっていたが、現在は「出町地下駐車場」が造られ昇降スロープと駐車場利用者用の階段とエレベーターが道の中央部に造られている。少し南側の河原町今出川交差点付近には銀行、パチンコ屋、飲食チェーン店などが目立つ。
河原町通 - 寺町通はさまざまな商店が並ぶ出町商店街である。桝形通りには出町商店街の一部である桝形アーケード街がある。寺町通の先は同志社大学や京都御所となる。
- 同志社大学（今出川校地）
- 同志社女子大学（今出川キャンパス）
- 同志社中学校
- 同志社幼稚園
- 京都御所

### 周辺の道路
- 今出川通
- 川端通
- 河原町通
- 下鴨本通

## バス路線
京都市営バス・京都バス・京阪バスの路線が発着する。バス停名は『出町柳駅前』である。

### 京都市営バス
1989年までは今出川通のりばのバス停留所名が『賀茂大橋東詰』で、川端通のりばが『叡電前』だった。
- Aのりば（今出川通西行）
  - 3号系統：京都外大 松尾橋 行
  - 17号系統：河原町通 京都駅 行
  - 201号系統：千本今出川・みぶ 方面
  - 203号系統：北野天満宮・西大路四条 方面
- Bのりば（今出川通東行）
  - 3号系統：百万遍 北白川仕伏町（一部上終町・瓜生山学園京都芸術大学前行あり）行
  - 17号系統：銀閣寺・錦林車庫 行
  - 201号系統：祇園・四条烏丸 方面
  - 203号系統：今出川通 銀閣寺道・錦林車庫 方面
- Cのりば（川端通北行）
  - 1号系統：佛教大学 西賀茂車庫 行
  - 4号系統：左京区総合庁舎・深泥池 上賀茂神社・西賀茂車庫 行
  - 特4号系統：松ヶ崎駅・上賀茂小学校 上賀茂神社・西賀茂車庫 行
- Dのりば（川端通南行）
  - 4号系統：河原町通 京都駅行

また、徒歩で数分程度の場所に河原町今出川バス停がある。こちらは上述した系統のすべてが発着するほか、37号系統・59号系統・205号系統も利用可能で運行本数も多い。

### 京都バス
- Aのりば（今出川通西行）
  - 51系統：京都駅行（毎年春分の日から12月の第1日曜日まで毎日運行）
- Bのりば（今出川通東行）
  - 51系統：延暦寺バスセンター 経由 比叡山頂行（毎年春分の日から12月第1日曜日まで毎日運行）
- Cのりば（川端通北行）
  - 16・特16・17・特17系統：花園橋・八瀬駅 経由 大原行（特16系統は国際会館駅経由）
  - 21・23系統：花園橋・岩倉駅 経由 岩倉実相院行
  - 41・43系統：宝ヶ池・岩倉駅 経由 岩倉村松行
  - 高野車庫行
- Dのりば（川端通南行）
  - 16・特16系統：川端丸太町・三条京阪 経由 四条河原町行
  - 17系統：川端丸太町・四条河原町・四条烏丸 経由 京都駅行
  - 21・41系統：河原町通・府立医大病院・河原町三条 経由 四条河原町行
- Eのりば（ターミナルのりば）
  - 10系統：八瀬バイパス・大原 経由 朽木学校前行（毎年3月16日から12月15日までの土曜・休日ダイヤ実施日のみの運行）
  - 32系統：貴船口・鞍馬・花背峠 経由 広河原行
  - 34系統：京都産業大学・市原 経由 静原・城山行　※平日朝のみ運行
  - 35系統：京都産業大学 経由 市原行　※平日朝のみ運行
  - 快速35系統：京都産業大学行
  - 急行36系統：京都産業大学行
  - 直行36系統：京都産業大学行（ノンストップ）
  - 高野車庫行

1989年に京阪鴨東線が開業するまでは、大半が三条京阪発着であり、三条京阪 - 出町柳駅までは「リレーバス」と称されている時期があった。その当時は、京都バスで三条京阪 - 出町柳駅を乗車して叡山電鉄に乗り継ぐ場合ならびにその逆経路の場合、乗継割引が適用されていた。三条京阪からは乗車前に叡山電鉄連絡割引乗車券を京都バス案内所で購入、叡山電鉄からは出町柳駅改札で京都バスの割引乗車券を購入する方式であった。しかしその反面「リレーバス」と同じく2駅間を結んでいた京都市営バス(当時は1系統が叡電前－三条京阪前を河原町今出川－河原町三条経由で結んでいた。現在は当駅周辺で新葵橋→葵橋西詰→河原町今出川→出町柳駅前→新葵橋の一方循環運行)には、この制度は適用されなかった。当時この2駅を結ぶ路線は全て、京都バスは現在の鴨東線上の川端通経由、市営バスは河原町通経由であった。

### 京阪バス
- ターミナルのりば
  - 関空リムジンバス 関西国際空港行《1日1往復のみ》
- 今出川通のりば（東行）
  - 57号経路:延暦寺バスセンター 経由 比叡山頂行（毎年4月の第4土曜日から12月の第1日曜日まで毎日運行）
- 今出川通のりば（西行）
  - 57号経路:三条京阪・四条河原町 京都駅行（毎年4月の第4土曜日から12月の第1日曜日まで毎日運行）

## その他
- 京阪線から叡山電車への乗り換え案内は京阪鴨東線開業から2003年まではほぼ全列車で「八瀬・大原・鞍馬方面は叡山電車にお乗り換えです。」と案内されていた。一時期はこのような案内はなくなっていたが、2008年10月以降は特急・快速急行での自動放送のみ、「大原・鞍馬・比叡山方面は叡山電車にお乗り換えです。」と案内されていたが、現在では「鞍馬・貴船・比叡山方面は叡山電車にお乗り換えです。」という放送が一部の列車で行われる。
- 当駅を経由した京阪電気鉄道と叡山電鉄の初乗り区間相互間（京阪・神宮丸太町 - 祇園四条間と叡山・元田中 - 修学院間）の普通運賃に大人20円・小人10円の割引が設定されている。この割引には、事前に乗車駅の自動券売機での連絡乗車券購入が必要である。叡山電鉄側からの場合、乗車駅の自動券売機稼動時間以外は当駅改札で発売される[36]。
- 当駅にて、叡電さぶれなどのオリジナルグッズを販売している[37]。

## 隣の駅
京阪電気鉄道
鴨東線
■快速特急「洛楽」・□ライナー（平日のみ運転）・■特急・■通勤快急（平日下りのみ運転）・■快速急行
三条駅 (KH40) - 出町柳駅 (KH42)
■急行・■通勤準急（平日下りのみ運転）・■準急・■普通
神宮丸太町駅 (KH41) - 出町柳駅 (KH42)
叡山電鉄
■叡山本線（■鞍馬線直通列車も含む）
出町柳駅 (E01) - 元田中駅 (E02)
- 括弧内は駅番号を示す。